# 棉岛犀鸟
，是犀鳥目犀鳥科斑嘴犀鳥屬下的一種鳥類。該物種僅分佈於菲律賓的民答那峨島及其周圍小島上的原生常綠林、次生林以及森林邊緣中，是一種小型犀鳥。目前其總族群數量超過一萬隻，且分佈範圍廣大，因此被列為無危物種。
本物種是由蘇格蘭鳥類學家第九代特威德爾男爵亞瑟·海伊於1877年發表，並命名為。班嘴犀鳥曾有著較為複雜的分類關係，過去棉岛犀鸟曾被認為是棕尾斑嘴犀鳥的亞種之一，隨後根據研究獨立為一個物種。而沙馬犀鳥也曾被歸類為本物種的一個亞種過。
其屬名的建立者路德維希·賴興巴赫並未有交代其命名意義，但因他好命名時引經據典，因此被認為該詞若不是拼寫錯誤，就是以拉丁語中的（意為「幾乎、接近」）和希臘語的（意為「有冠的」）及（意為「類似的」）所組合而成的詞。:296種小名則來自拉丁語或，是「相關的」、「相近的」的意思，在這裡表示與棕尾斑嘴犀鳥的相似性。:35

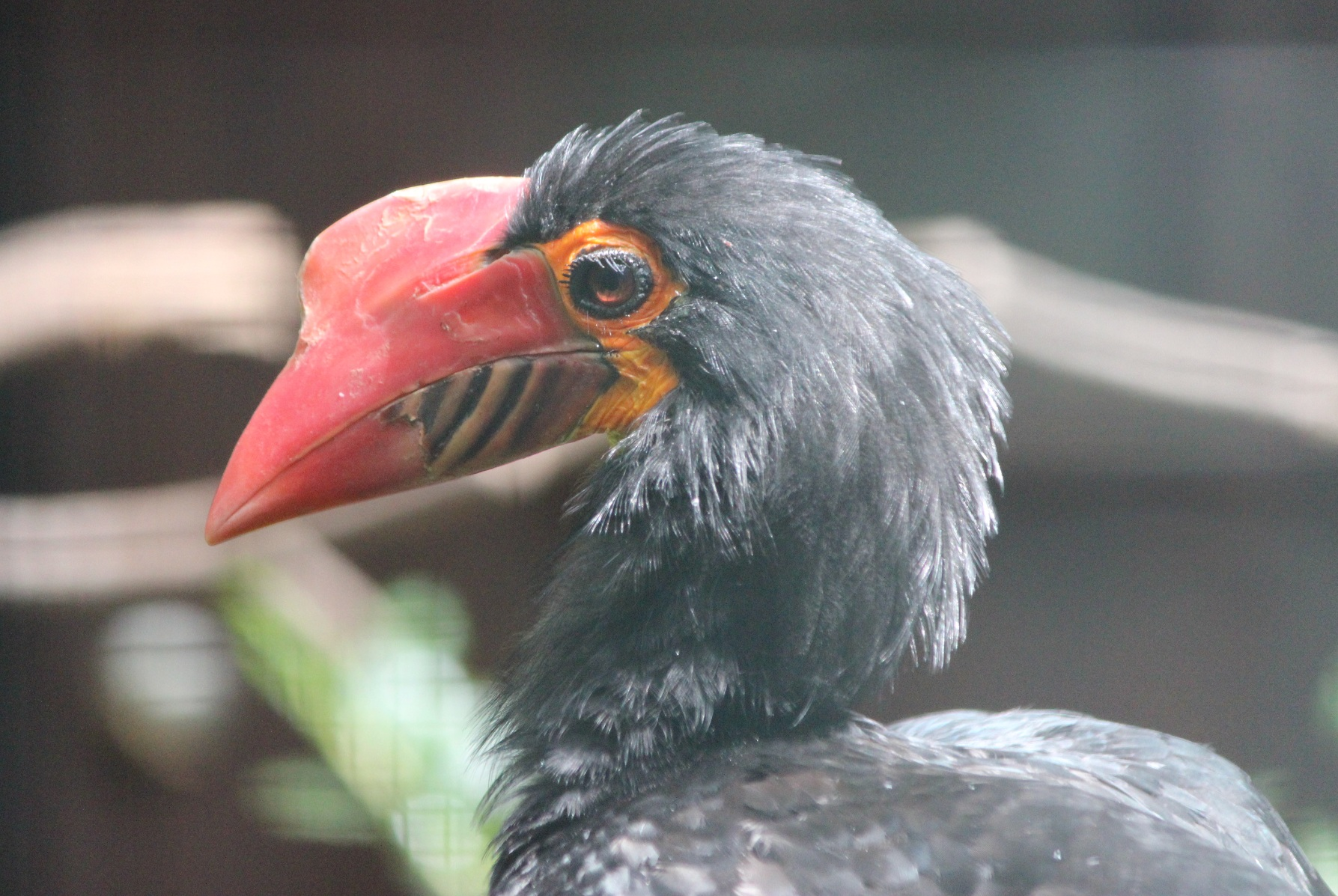
雌鳥頭部

指名亞種的雄鳥主要由奶白色的頭部及下半身，還有黑色或深褐色的上半身、腹部、臉頰和翅膀構成，翅膀還具有額外的金屬光澤；尾巴為黃褐色，底面和尖端為黑色；鳥喙主體淺色，基部為黑色，下半鳥喙有額外的深褐色突起；眼周和喉嚨的裸露皮膚呈藍白色。雌鳥全身除了中央尾羽較淺之外為黑色，眼周和喉嚨的裸露皮膚為藍色。雛鳥的褐色鳥喙較小。僅分佈於巴西蘭島的亞種尾巴基部及鳥喙深色部分較少。
這種鳥類主要為雜食性，食用水果、種子、甲蟲和蜥蜴。繁殖季在4—5月之間，雌鳥會封巢進行25天的孵化，並餵養47—54天。其體長45公分，體重平均約485.1公克，鳥喙寬平均約25.7公釐、深平均約35.3公釐、嘴峰長平均約88.3公釐；翼長平均約222.8公釐；跗蹠約44.1公釐；尾長約207.5公釐。
棉岛犀鸟目前數量預估超過一萬隻。雖然民答那峨島上的森林有被砍伐，並有被捕捉食用的情形，但目前族群下滑速度仍不足以被劃入易危物種，因此被《國際自然保護聯盟瀕危物種紅色名錄》列為無危物種。

## 外部連結
- 维基共享资源上的相關多媒體資源：棉岛犀鸟
- 維基物種上的相關：棉岛犀鸟
- Xeno-canto上棉岛犀鸟的叫聲 （页面存档备份，存于）